# مارثا ريفز
مارثا ريفز (بالإنجليزية: Martha Reeves)‏ (و. 1941  م) هي مغنية، وموسيقية، وسياسية أمريكية، ولدت في يوفولا.

## وصلات خارجية
- مارثا ريفز على موقع IMDb (الإنجليزية)
- مارثا ريفز على موقع الموسوعة البريطانية (الإنجليزية)
- مارثا ريفز على موقع ميوزك برينز (الإنجليزية)
- مارثا ريفز على موقع إن إن دي بي (الإنجليزية)
- مارثا ريفز على موقع أول ميوزيك (الإنجليزية)
- مارثا ريفز على موقع ديسكوغز (الإنجليزية)
- مارثا ريفز على موقع قاعدة بيانات الفيلم (الإنجليزية)
- مارثا ريفز في قاعدة بيانات الأفلام على الإنترنت